# Vlag van Peel en Maas

Vlag van de gemeente Peel en Maas

De vlag van Peel en Maas is op 5 juli 2011 bij raadsbesluit door de gemeenteraad vastgesteld als de gemeentelijke vlag van de Limburgse gemeente Peel en Maas. De vlag wordt als volgt beschreven:
Drie banen van zwart en wit, waarvan de middelste gegolfd is en de hoogten zich verhouden als 1:3:1, met op 1/3 van de lengte op de witte baan een rood ruitenkruis van vijf ruiten, waarvan de breedte gelijk is aan 7/24 van de lengte en de hoogte gelijk is aan 9/16 van de hoogte van de vlag.
Opmerkingen:
- Niet vermeld is dat de goilvingen, in tegenstelling tot die in het wapen, tegengesteld zijn;
- niet vermeld is het aantal golvingen; dit zijn er zes;
- niet vermeld is de hoogte van het ruitenkruis; deze is bij benadering 11/20 van de vlaghoogte;
- zoals gebruikelijk staat het ruitenkruis op de scheiding van broeking en vlucht, dus op 1/3 van de vlaglengte.

De vlag is afgeleid van het gemeentewapen. De achtergrond van de vlag wordt op de betreffende pagina toegelicht.

## Verwante afbeeldingen

Het wapen van Peel en Maas
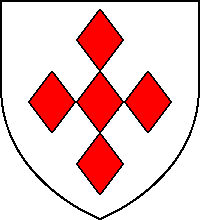
Het wapen van het Graafschap Kessel
Het wapen van Kessel
De vlag van Kessel

Beek 
· Beekdaelen 
· Beesel 
· Bergen 
· Brunssum 
· Echt-Susteren 
· Eijsden-Margraten 
· Gennep 
· Gulpen-Wittem 
· Heerlen 
· Horst aan de Maas 
· Kerkrade 
· Landgraaf 
· Leudal 
· Maasgouw 
· Maastricht 
· Meerssen 
· Mook en Middelaar 
· Nederweert 
· Peel en Maas 
· Roerdalen 
· Roermond 
· Simpelveld 
· Sittard-Geleen 
· Stein 
· Vaals 
· Valkenburg aan de Geul 
· Venlo 
· Venray 
· Voerendaal 
· Weert